# Kondinin
Kondinin är en ort i Australien. Den ligger i kommunen Kondinin Shire och delstaten Western Australia, omkring 230 kilometer öster om delstatshuvudstaden Perth. Antalet invånare är 557.
Trakten runt Kondinin är nära nog obefolkad, med mindre än två invånare per kvadratkilometer.. Kondinin är det största samhället i trakten.
Trakten runt Kondinin består till största delen av jordbruksmark. Genomsnittlig årsnederbörd är 472 millimeter. Den regnigaste månaden är maj, med i genomsnitt 67 mm nederbörd, och den torraste är februari, med 11 mm nederbörd.